# Golo Brdo (gmina Brda)
Golo Brdo – wieś w Słowenii, w gminie Brda. W 2018 roku liczyła 24 mieszkańców.